# Hypobranchiaea depressa
Hypobranchiaea depressa A. Adams, 1847 è un mollusco nudibranchio della famiglia Corambidae.